# المعهد السويدي للسينما
المعهد السويدي للسينما (بالإنجليزية: Swedish Film Institute)‏ هي شركة إنتاج أفلام سويدية، تأسست في 1963.